# Херхваші
Херхваші (груз. ხერხვაში) — село в Грузії.
За даними перепису населення 2014 року в селі проживає 1 особа.